# Главна дирекция „Борба с организираната престъпност“
Главна дирекция „Борба с организираната престъпност“ (ГДБОП), а също и като ГД „Борба с организираната престъпност“, е специализирана полицейска оперативно-издирвателна служба на МВР за противодействие и неутрализиране на престъпна дейност на местни и транснационални престъпни структури. Дирекцията „Борба с организираната престъпност“ осъществява методическо ръководство, помощ и контрол на регионалните звена по „Борба с организираната престъпност“ (БОП) по направлението на дейността.

## История
Службата е създадена на 13 февруари 1991 г. и наследява Шесто управление на ДС – политическата полиция на комунистическия режим в България. Службата е преструктурирана през 1997 г., когато е преименувана на Национална служба „Борба с организираната престъпност“ към МВР, а през 2008 г. получава статут на дирекция – Дирекция „Противодействие на организираната и тежката престъпност“ към Главна дирекция „Криминална полиция“. През 2010 г. ѝ е възстановен статутът на главна дирекция. От 2013 г. става част от Държавна агенция „Национална сигурност“ до февруари 2015 г., когато отново става дирекция, част от МВР.

## Структура
Национална служба „Борба с Организираната Престъпност“ (НСБОП) с териториални подразделения в Областните дирекции на полицията (ОДП) – Регионални Звена за Борба с Организираната Престъпност (РЗБОП), след последните промени в Закона за МВР, става Главна дирекция за Борба с организираната престъпност (ГДБОП) в рамките на Генералната дирекция на полицията, а РЗБОП в страната са прекатегоризирани в сектори „БОП“ в рамките на ОДП.
Органи на ГД „Борба с организираната престъпност“ са офицерите, сержантите и извънщатните служители. Правомощията на извънщатните служители се определят от министъра на вътрешните работи.
ГДБОП изгражда за нуждите на своята дейност информационни фондове.

## Дейност
В изпълнение на задачите ГД „Борба с организираната престъпност“ извършва самостоятелно или съвместно с други специализирани органи оперативно-издирвателна, информационна и организационни дейности за противодействие на организираната престъпна дейност, свързана с:
- незаконен трафик на културно – исторически ценности;
- собствеността, митническия режим, паричната, кредитната, финансовата, данъчната и осигурителната системи;
- терористични действия;
- корупция;
- незаконен трафик на хора;
- незаконен трафик на растения, съдържащи наркотични вещества, на наркотични вещества и прекурсори и техните аналози;
- незаконен трафик на взривни вещества, огнестрелни, химически, биологически или ядрени оръжия или боеприпаси, на ядрени материали, ядрени съоръжения или други източници на йонизиращи лъчения, токсични и химически вещества и техните прекурсори, на биологични агенти и токсини, както и на акцизни стоки и на стоки и технологии с възможна двойна употреба;
- компютърни престъпления;
- интелектуалната собственост;
- участие в престъпна организация или в група, която чрез използване на сила или внушаване на страх сключва сделки или извлича облаги;
- организиране или участие в хазартни игри.

При изпълнение на функциите си органите на ГДБОП:
- наблюдават, установяват и контролират лица и обекти, за които има данни, че са свързани с престъпна дейност на местни и транснационални престъпни структури;
- провеждат оперативно-издирвателна дейност за изпълнение на функциите си и в зоната на граничен контрол;
- съвместно с митническите органи осъществяват контролирани доставки;
- събират, обработват и съхраняват информация за лица, дейности и факти, свързани с организираната престъпност;
- предотвратяват и разкриват организирана престъпна дейност и участват в разследването ѝ;
- използват специални разузнавателни средства при условия и по ред, определени със закон;
- получават съдействие и организират прикриването на служители и тяхната дейност в държавни органи, организации и юридически лица по ред, определен с наредба на Министерския съвет.

Службите на МВР предоставят на ГД „Борба с организираната престъпност“ информация, свързана с организираната престъпност.
Главна Дирекция „Борба с организираната престъпност“ събира, анализира, съхранява и предоставя информация за организираната престъпност и извършва прогнозна дейност съобразно своята компетентност.

## Наименования
- Централна служба за борба с организираната престъпност на МВР (ЦСБОП) – 13 февруари 1991 – 1997
- Национална служба „Борба с организираната престъпност“ на МВР (НСБОП) – 1997 – 2008
- Дирекция „Противодействие на организираната и тежката престъпност“ към Главна дирекция „Криминална полиция“ на МВР – 2008 – 2010
- Главна дирекция „Борба с организираната престъпност“ на МВР (ГДБОП) – 2010 – 2013
- Главна дирекция „Борба с организираната престъпност“ към ДАНС (ГДБОП) – 2013 – февруари 2015
- Главна дирекция „Борба с организираната престъпност“ на МВР (ГДБОП) – февруари 2015 -

## Директори
- майор Стефан Стефанов – февруари 1991 – февруари 1992
- полковник Тихомир Стойчев – февруари 1992 – октомври 1993
- полковник Кирил Радев – октомври 1993 – февруари 1994
- полковник Феодор Владимиров – февруари 1994 – октомври 1994
- полковник Любен Левичаров – 7 ноември 1994 – август 1995
- полковник Димитър Вангелов – август 1995 – март 1997
- генерал-майор Кирил Радев – март 1997 – 10 май 2000
- генерал-майор Румен Миланов – 10 май 2000 – 25 юни 2004
- генерал-майор Валентин Петров – 25 юни 2004 – 21 септември 2005
- генерал-майор Ваньо Танов – 7 ноември 2005 – 2 август 2007
- комисар Кирил Георгиев – от 2 август 2007-януари 2009
- главен комисар Станимир Флоров – януари 2009 – април 2013
- Валентин Трифонов – от април 2013, временно изпълняващ длъжността
- главен комисар Ивайло Спиридонов – от февруари 2015 – 26 юни 2020
- главен комисар Любомир Янев – от 30 юни 2020 – 31 май 2021, временно изпълняващ длъжността
- главен комисар Калин Стоянов – 31 май 2021 – 6 юни 2023, временно изпълняващ длъжността
- главен комисар Явор Серафимов – 12 юни 2023 – 27 май 2025
- главен комисар Боян Раев – 27 май 2025